# Пагорб

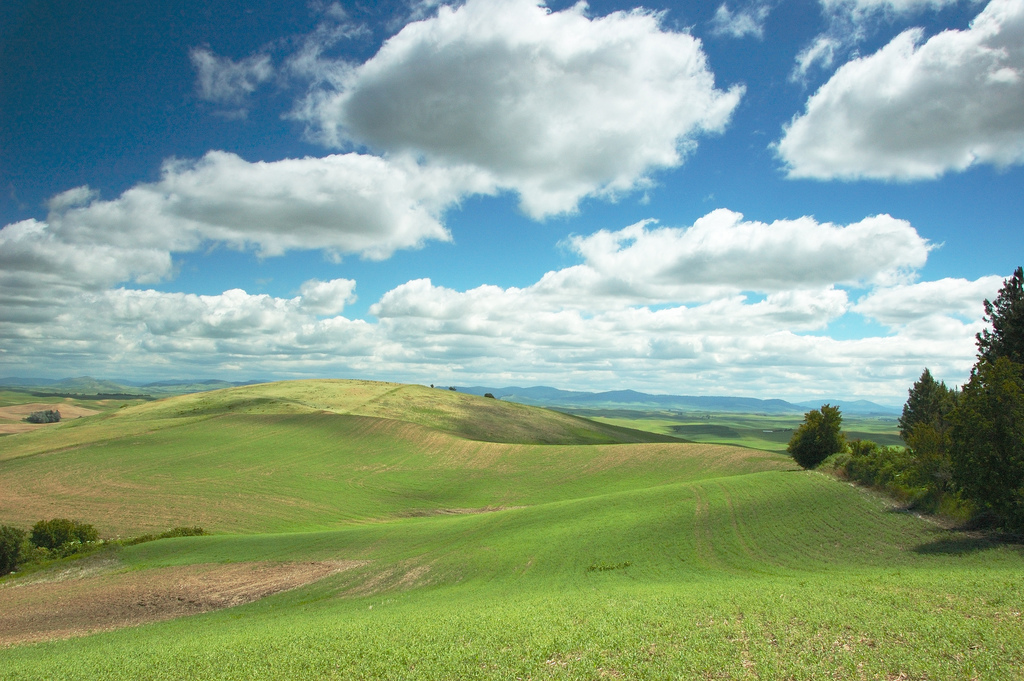
Пагорб, штат Вашингтон

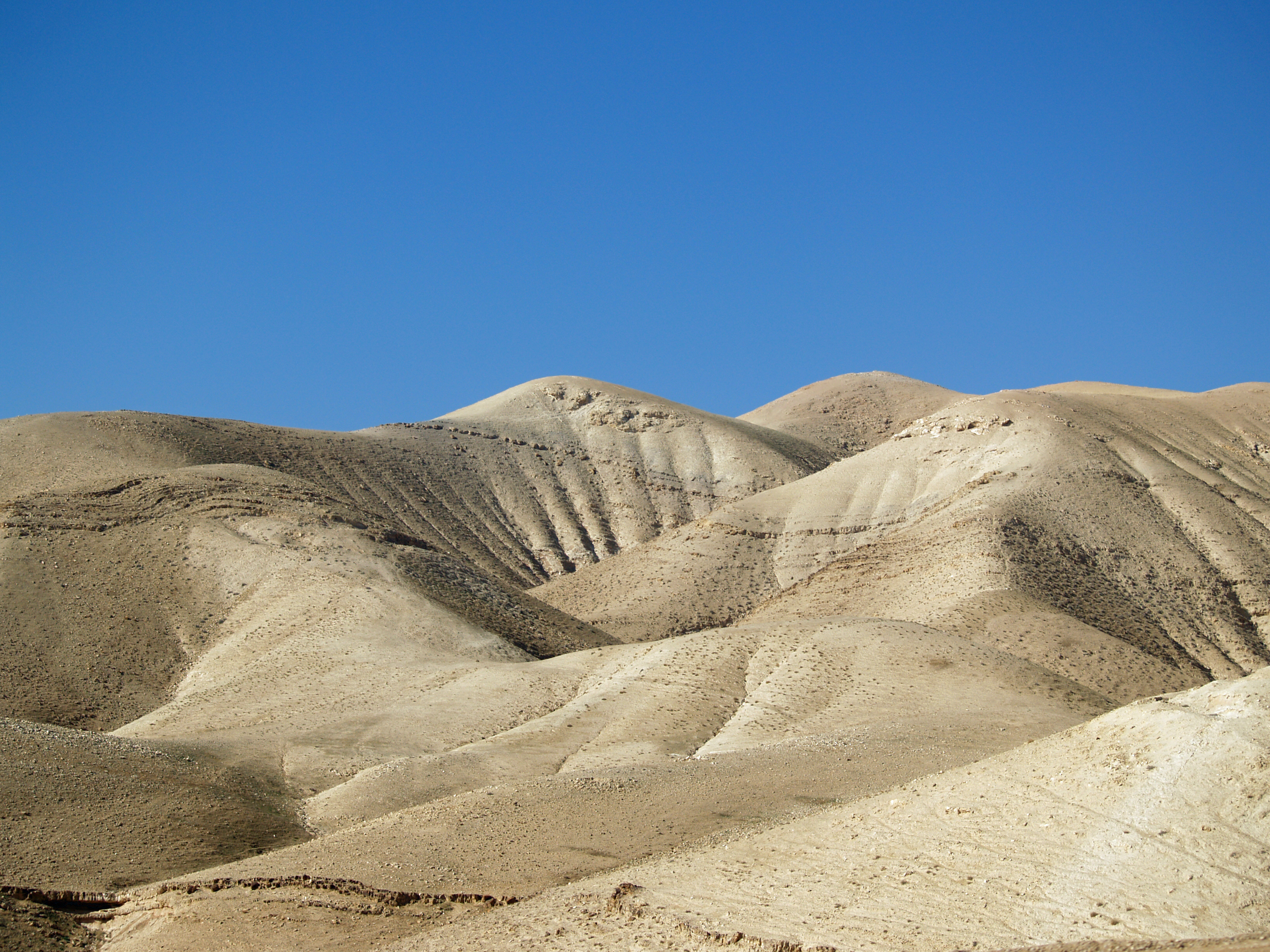
Юдейська пустеля

Пагорб, горб, пагорок, пригір — форма рельєфу, що піднімається над навколишньою поверхнею, але лише на обмеженій площі. Найчастіше горби мають чітко виражені вершини, хоча, у разі ескарпів та меси, пагорбом може називатися височина з плоскою поверхнею. Також часто пагорбами вважаються височини з похилими схилами, на відміну від скель, а інколи, для відрізнення від гір, вводиться поріг відносної висоти 200 м.

## Утворення
Пагорби можуть природним чином виникати через:
- Ерозію ґрунтового матеріалу
- Тиск і рух льодових мас (морен)
- Землетруси та інші геологічні дії
- Вулканізм
- Удари астероїдів або вулканічного матеріалу
- Нерівномірне відкладення пилу, піску, землі (дюни, лесові відкладення), пов'язане з вітром і водою
- Тварин (мурашники, термітники)

Пагорби також можуть бути штучними, тобто через втручання людини:
- Штучно підняті та змодельовані пагорби в садівництві та озелененні
- Кургани (переважно неоліту, бронзової та залізної діб)
- Пагорби відходів, сміття чи інших видальних матеріалів: терикони, сферичні відвали, купоподібні сміттєзвалища тощо
- Поселення, де на руїнах старих будинків тисячоліттями будували будинки (тель)

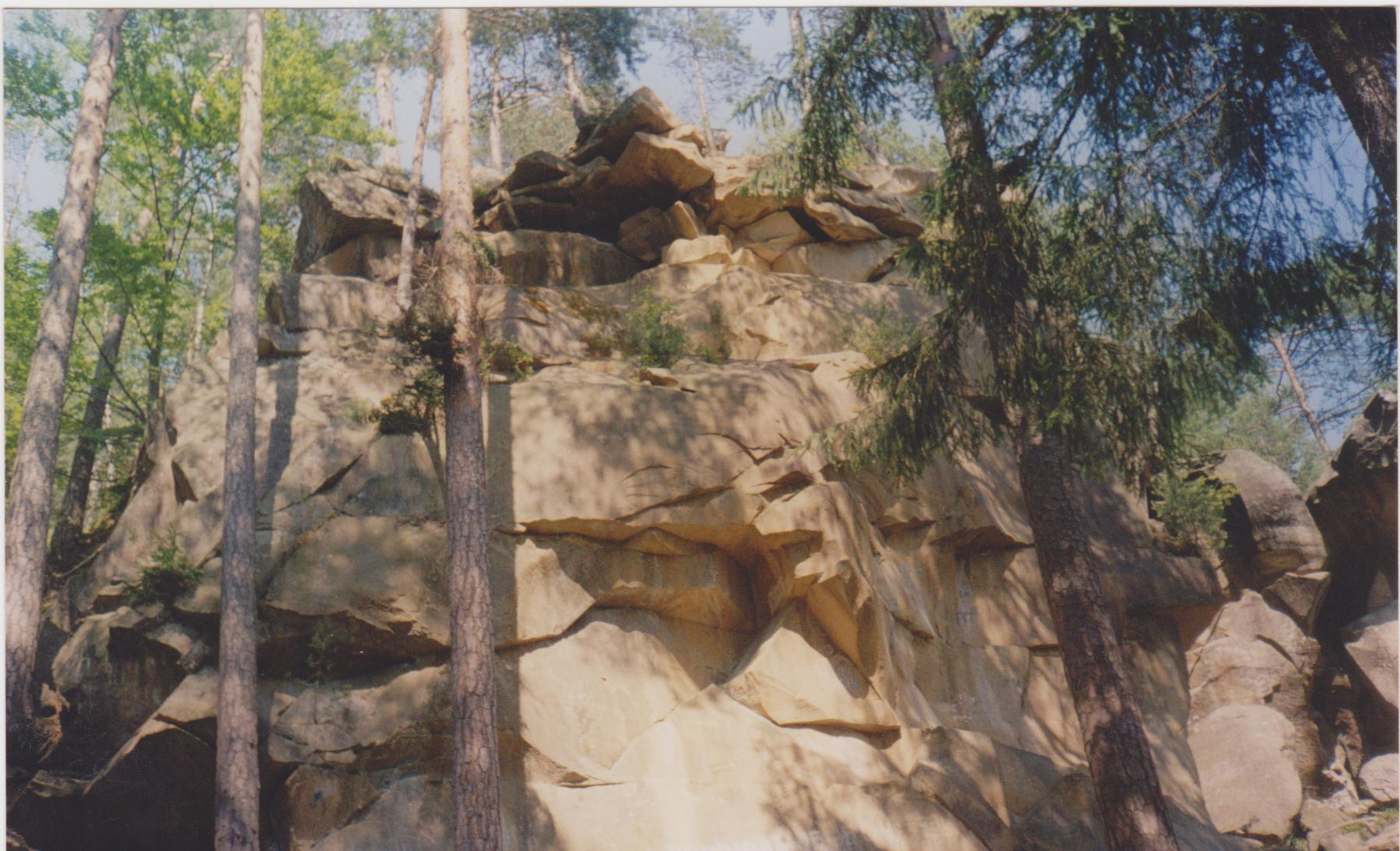
Скеля Довбуша

### Ерозія і рельєф
На пагорбах ерозія атакує все навколо (у всіх напрямках), тоді як у гірських районах вона впливає лише на два кращі напрямки (вниз, формування дендритних, деревоподібних структур хребта). Тому горбисті ландшафти зазвичай структуровані більш нерегулярно, ніж, наприклад, гірські хребти і більш пологі округлі. Посилення ерозії високих гір залишає за собою пагорби, тому гірська місцевість зазвичай є старою (стовбурний ландшафт) або утворює передгір'я на краю високих гір.
Іншими поширеними формами утворення є залишки меандрів і колишні прориви, які утворюють типові пагорби поселення в альпійському регіоні, скелі (залишки попереднього утворення), вулканічні та інші монолітні залишки твердих порід, а також викопні великі морени та інші невеликі післяльодовикові залишки.

## Військове значення
Пагорби надають велику перевагу армії, надаючи їй підвищену оглядову та вогневу позицію та змушуючи армію противника кидатися в гору, щоб атакувати форт або іншу позицію. Вони також можуть ховати сили за собою, дозволяючи силам ховатися на гребені пагорба, використовуючи цей хребет як прикриття та стріляючи в нічого не підозрюючих нападників, коли вони наближаються до вершини пагорба. З цієї причини звичайні військові стратегії зазвичай вимагають володіння високою позицією.